# Lijst van voetbalinterlands Noord-Korea - Palestina
Deze lijst van voetbalinterlands is een overzicht van alle officiële voetbalinterlands tussen de nationale teams van Noord-Korea en Palestina. De landen hebben tot nu toe een keer tegen elkaar gespeeld. Dat was een groepswedstrijd tijdens de AFC Challenge Cup 2012 op 16 maart 2012 in Kathmandu (Nepal).

## Wedstrijden
| № | Plaats    | Datum         | Competitie             | Wedstrijd               | Uitslag |
| - | --------- | ------------- | ---------------------- | ----------------------- | ------- |
| 1 | Kathmandu | 16 maart 2012 | AFC Challenge Cup 2012 | Noord-Korea − Palestina | 2 − 0   |

## Samenvatting
| Competitie        | Totaal gespeeld | Winst Noord-Korea | Gelijk | Winst Palestina | Doelsaldo Noord-Korea – Palestina |
| ----------------- | --------------- | ----------------- | ------ | --------------- | --------------------------------- |
| AFC Challenge Cup | 1               | 1                 | 0      | 0               | 2 − 0                             |
| Totaal            | 1               | 1                 | 0      | 0               | 2 − 0                             |

DPR Korean Football Association · A-internationals · Selecties · Bondscoaches · Noord-Koreaans vrouwenelftal · Noord-Korea U21 · Noord-Korea U20 · Noord-Korea U19 · Noord-Korea U18 · Noord-Korea U17
1959 – 1969 · 
1970 – 1979 · 
1980 – 1989 · 
1990 – 1999 · 
2000 – 2009 · 
2010 – 2019
AC 1980 ·
AC 1992 ·
AC 2011 ·
AC 2015
WK 1966 ·
WK 2010
OS 1964 ·
OS 1976
1959 ·
1960 ·
1961–1964 · 
1965 ·
1966 ·
1967–1972 · 
1973 ·
1974 ·
1975 ·
1976 ·
1977 · 
1978 ·
1979 ·
1980 ·
1981 ·
1982 ·
1983–1984 · 
1985 ·
1986 ·
1987 · 
1988 ·
1989 ·
1990 ·
1991 ·
1992 ·
1993 ·
1994–1997 · 
1998 ·
1999 ·
2000 ·
2001 ·
2002 ·
2003 ·
2004 ·
2005 ·
2006 · 
2007 ·
2008 ·
2009 ·
2010 ·
2011 ·
2012 ·
2013 ·
2014 ·
2015 ·
2016 ·
2017
Afghanistan ·
Australië · 
Bahrein · 
Bangladesh · 
Bolivia · 
Brazilië · 
Bulgarije ·
Burkina Faso ·
Cambodja · 
Canada · 
Chili · 
China · 
Congo-Brazzaville · 
Egypte · 
Filipijnen · 
Finland · 
Griekenland · 
Guam · 
Guinee ·
Hongkong · 
India · 
Indonesië · 
Irak · 
Iran · 
Italië · 
Ivoorkust · 
Japan · 
Jemen · 
Jordanië · 
Kazachstan · 
Kirgizië · 
Koeweit · 
Letland · 
Libanon · 
Macau · 
Maleisië · 
Mali · 
Mexico · 
Mongolië · 
Myanmar · 
Nepal · 
Nigeria · 
Noorwegen · 
Oezbekistan · 
Oman · 
Pakistan ·
Palestina · 
Paraguay ·
Polen · 
Portugal · 
Qatar · 
Saoedi-Arabië · 
Singapore · 
Sovjet-Unie · 
Sri Lanka · 
Syrië · 
Tadzjikistan · 
Taiwan · 
Thailand · 
Turkmenistan · 
Venezuela · 
Verenigde Arabische Emiraten · 
Verenigde Staten · 
Vietnam · 
Zambia · 
Zuid-Afrika · 
Zuid-Korea · 
Zweden
Ivoorkust (2010) ·
PFF · 
Bondscoaches · 
A-internationals · 
Palestijns vrouwenelftal
1953 – 1959 ·
1960 – 1969 ·
1970 – 1979 ·
1980 – 1989 ·
1990 – 1999 ·
2000 – 2009 ·
2010 – 2019 ·
2020 − 2029
Afghanistan ·
Australië ·
Azerbeidzjan ·
Bahrein ·
Bangladesh ·
Bhutan ·
Burundi ·
Cambodja ·
Chili · 
China ·
Comoren ·
Egypte ·
Filipijnen ·
Griekenland ·
Guam ·
Hongkong ·
India ·
Indonesië ·
Irak ·
Iran ·
Japan ·
Jemen ·
Jordanië ·
Kazachstan ·
Kirgizië ·
Koeweit ·
Libanon ·
Libië ·
Malediven ·
Maleisië ·
Marokko ·
Mauritanië ·
Mongolië ·
Myanmar ·
Nepal ·
Noord-Korea ·
Oezbekistan ·
Oman ·
Oost-Timor ·
Pakistan ·
Qatar ·
Saoedi-Arabië ·
Seychellen ·
Singapore ·
Soedan ·
Sri Lanka ·
Syrië ·
Tadzjikistan ·
Taiwan ·
Tanzania ·
Thailand · 
Turkmenistan ·
Verenigde Arabische Emiraten ·
Vietnam ·
Zuid-Korea